# 361 هـ
361 هـ هي سنة في التقويم الهجري امتدت مقابلةً في التقويم الميلادي بين سنتي 971 و972.

## مواليد
- أبو جعفر السمناني
- أبو سهل المسيحي
- أصبغ المهري

## وفيات
- أبو جعفر السمناني
- أصبغ المهري